# Peperomia rivulorum
Peperomia rivulorum är en pepparväxtart som beskrevs av C. Dc.. Peperomia rivulorum ingår i släktet peperomior, och familjen pepparväxter. Inga underarter finns listade i Catalogue of Life.